# Favites melicerum
Favites melicerum is een rifkoralensoort uit de familie Merulinidae. De wetenschappelijke naam van de soort is, als Astraea melicerum, voor het eerst geldig gepubliceerd in 1834 door Christian Gottfried Ehrenberg.

## Synoniemen
- Favites bestae Veron, 2000